# Ev-Katrin Weiß
Ev-Katrin Weiß (* 28. Februar 1962 in Berlin) ist eine deutsche Schauspielerin.

## Leben
Ev-Katrin Weiß entstammt einer Künstlerfamilie. Ihr Vater Erhard Köster war Schauspieler, ihre jüngere Schwester Gundula hat denselben Beruf ergriffen. Weiß erlernte ihr schauspielerisches Handwerk von 1980 bis 1984 an der Filmuniversität Babelsberg. Stationen ihrer Bühnenlaufbahn waren das Theater Vorpommern in Greifswald und die Comödie Dresden, hauptsächlich aber spielte sie bis heute an verschiedenen Berliner Bühnen, nämlich am Maxim-Gorki-Theater, im Theater im Palais, am Berliner Ensemble und am Theater am Kurfürstendamm, sowie an kulturellen Einrichtungen wie dem FEZ Wuhlheide und der Kulturbrauerei.
Rollen hatte sie in den Shakespeare-Stücken Was ihr wollt und Der Widerspenstigen Zähmung, im Tod eines Handlungsreisenden von Arthur Miller, Amadeus von Peter Shaffer, in Franz Kafkas Verwandlung oder Franz Wittenbrinks Liederabend Sekretärinnen.
Eine erste Arbeit vor der Kamera war 1984 eine Rolle in der Krimireihe Der Staatsanwalt hat das Wort, 1990 wirkte sie in zwei Folgen der Reihe Polizeiruf 110 mit. Danach war sie gelegentlich gastweise in verschiedenen Serien zu sehen, ihre letzte Rolle hatte sie bislang in dem so genannten Mumblecore-Film Love Steaks von Jakob Lass.
Ev-Katrin Weiß ist außerdem als Fotografin tätig. Sie lebt in Berlin.

## Filmografie (Auswahl)
- 1984: Der Staatsanwalt hat das Wort – Ein leeres Haus
- 1985: Meine Frau Inge und meine Frau Schmidt
- 1990: Barfuß ins Bett (2 Folgen als Kathrin)
- 1990: Polizeiruf 110 – Warum ich …
- 1990: Polizeiruf 110 – Ball der einsamen Herzen
- 1991: Letzte Liebe (Fernsehfilm)
- 1992: Gute Zeiten, schlechte Zeiten
- 1998: Hallo, Onkel Doc! – Frederics Puppe
- 2000: Die Wache – Schuldig bei Verdacht
- 2003: Für alle Fälle Stefanie – Zwei Mütter und ein Vater
- 2003: Die Rettungsflieger – Neustart
- 2004: Familie Dr. Kleist – Verschüttet
- 2007: Preußisch Gangstar
- 2008: SOKO Wismar – Abgefischt
- 2013: Love Steaks